# Mörtträsktjärnen
Mörtträsktjärnen är en sjö i Överkalix kommun i Norrbotten och ingår i Kalixälvens huvudavrinningsområde. Sjön har en area på 0,0556 kvadratkilometer och ligger 75 meter över havet.

## Delavrinningsområde
Mörtträsktjärnen ingår i det delavrinningsområde (738259-179785) som SMHI kallar för Mynnar i Bönälven. Medelhöjden är 89 meter över havet och ytan är 11,24 kvadratkilometer. Räknas de 2 avrinningsområdena uppströms in blir den ackumulerade arean 30,63 kvadratkilometer. Vattendraget som avvattnar avrinningsområdet har biflödesordning 5, vilket innebär att vattnet flödar genom totalt 5 vattendrag innan det når havet efter 100 kilometer. Avrinningsområdet består mestadels av skog (67 procent) och sankmarker (27 procent). Avrinningsområdet har 0,29 kvadratkilometer vattenytor vilket ger det en sjöprocent på 2,5 procent.